# 山県市立高富中学校
山県市立高富中学校（やまがたしりつ たかとみちゅうがっこう）は、岐阜県山県市にある公立中学校である。　

## 概要
- 通称は高中（たかちゅう）もしくはTAKATOMI J.H.S.である。
- 学校教育目標に準ずる「高富中学校生徒会憲章」というものがある。これは17年度生徒会が中心となって作成されたもので、2005年（平成17年）12月15日に制定された。生徒による高富中学校づくりの心構えが書かれている。
- 高富中学校校歌は、3番まであり、どのような場合でも2番を飛ばして歌うことが慣例となっていた[1]が、令和5年度より、2番を再び歌うこととなった。

## 生徒会・委員会組織
生徒会役員は、3月に前期、9月に後期の役員が選出される。役員選出直後は、引継ぎもかねて、前後期協力して学校運営に当たる。各クラスで4月に前期、10月に後期の委員会・係会の人員が決められる。
| 生徒会組織 - 会長 - 副会長 - 書記 - 執行委員 | 委員会等組織 - 議員 - 学習長 - 生活安全委員 - 図書館情報委員 - 給食委員 - 保健体育委員 - 整美委員 - 文化委員 |

## 部活動
部活動は、毎日の朝練（放課前の自主練習）と、火・金の放課後の部活動の時間、夜・土日にたかとみスポーツクラブ (TSC) の活動がある。高富中学校は、TSCと連携して部活動の指導を行っており、夜・土日はTSCが主体となっている。文化系は、管理棟の特別教室を主体として部活動を行っている。運動系は、中学校グラウンド、中学校体育館、中学校体育館横の山県市総合運動場を主体として部活動を行っている。
| - 運動系 - サッカー部 - ソフトボール部 - 剣道部 - 男子バレー部 - 平成20年度全国中学校体育大会全国大会ベスト16 - 女子バレー部 - 男子バスケット部 - 女子バスケット部 - 野球部 - 女子ソフトテニス部 - 男子ソフトテニス部 - バドミントン部 - 卓球部 - 平成18年度全国中学校体育大会全国大会団体5位入賞 - 平成20年度全国中学校体育大会全国大会個人出場 - 平成21年度全国中学校体育大会全国大会団体ベスト13 - 平成21年度全国中学校体育大会全国大会個人3位入賞 - 柔道部 - 平成18年度全国中学校体育大会全国大会個人出場 - 陸上部 - ハンドボール部 | - 文化系 - 演劇部 - 吹奏楽部 - 新聞部 - 美術部 |

## 校舎
2005年（平成17年）10月に新校舎が完成した。翌月より生徒は新校舎に移った。この工事にはおよそ22億円がかけられ校舎は、主に、教室棟・管理棟・給食棟に分かれている。教室棟と管理棟・給食棟は、2.3階の渡り廊下でつながっている。基本的に屋上には出られないが、給食棟の屋上は巨大テラスとなっており、休み時間などに利用できる。教室棟は4階建て、管理等は3階建て、給食棟は1階建てとなっている。教室棟には、教室等生活の大半を過ごす部屋がある。管理棟には、職員室や校長室などや、理科室や音楽室など特別教室がある。グラウンドも整備しなおされ、プールも新しく造られた。ベンチのある中庭や駐輪場も設置されている。

## 学校行事
| 1学期 - 4月 - 入学式 - 1年生を迎える会 - 部活動紹介 - 5月 - スポーツテスト - 研修活動 - 7月 - 部活動壮行会 - 体育祭結団式 - 8月 - 職場見学・体験 | 2学期 - 9月 - 応援団出発式 - 体育祭 - 11月 - 教育週間 - 合唱祭 | 3学期 - 2月 - 3年生と語る会 - 3月 - 卒業式 - 修了式 |

## 沿革
高富中学校は1971年に高富中学校と大桜中学校を統合し、新設された中学校である。ここでは統合前に高富中学校についても記述する。
- 1947年（昭和22年）
  - 4月 - 高富町、富岡村、梅原村で組合を設置し、高富町富岡村梅原村組合立高富中学校として開校。本校は高富町佐賀588-2[注釈 1]の旧・中部青年学校校舎を使用し、高富小学校及び梅原小学校に分教室を設置。
  - 11月 - 本校舎を改築。高富小と梅原小の分教室を廃止。
- 1948年（昭和23年）11月 - 校舎を増築。
- 1950年（昭和25年） - 高富女子高等学園を併設。
- 1955年（昭和30年）4月1日 - 高富町、富岡村、梅原村、桜尾村、大桑村と合併し、高富町が発足。同時に高富町立高富中学校に改称する。
- 1965年（昭和40年） - 体育館が完成。
- 1966年（昭和41年） - プールが完成。
- 1971年（昭和46年）
  - 3月31日 - 大桜中学校と統合し、廃校。
  - 4月1日 - 新たな高富中学校として開校。統合校舎は無く、旧・高富中学校を高富教室、旧・大桜中学校を大桜教室とする。
- 1972年（昭和47年）11月1日 - 現在地に統合校舎が完成。高富教室、大桜教室を廃止。
- 2003年（平成15年）4月1日 - 高富町、美山町・伊自良村と合併し、山県市が発足。同時に山県市立高富中学校に改称する。
- 2006年（平成18年）3月 - 現在の校舎が完成。

## 通学区域[8]
- 高富
- 佐賀
- 西深瀬
- 東深瀬
- 高木
- 梅原
- 大桑
- 伊佐美
- 椎倉
- 赤尾

## 進学前小学校
- 高富小学校
- 富岡小学校
- 梅原小学校
- 大桑小学校
- 桜尾小学校

## おもな出身者
- 井川翔 - プロ野球選手

## その他
- 高富小学校、富岡小学校、梅原小学校、大桑小学校、桜尾小学校の5校からの生徒が主に入学する。
- 毎年行われる山県市ふるさと栗まつりという祭りで、毎年何十人もの生徒が運営のボランティアとして活動している。
- 図書室は22,000冊を超える蔵書数を誇る。環境整備や図書教育に対する取り組み・実績などが認められ、平成19年度岐阜地区学校図書館教育最優秀賞を受賞した。